# Увельское сельское поселение
Уве́льское се́льское поселе́ние — муниципальное образование в Увельском районе Челябинской области Российской Федерации. В рамках административно-территориального устройства муниципальное образование  соответствует административно-территориальной единице Увельский сельсовет.
Административный центр — посёлок Увельский.

## История
Статус и границы сельского поселения установлены Законом Челябинской области от 17 сентября 2004 года № 277-ЗО «О статусе и границах Увельского муниципального района и сельских поселений в его составе».

## Население
| 2002    | 2010    | 2011    | 2012    | 2013    | 2014    | 2015    |
| ------- | ------- | ------- | ------- | ------- | ------- | ------- |
| 11 159  | ↘11 033 | ↗11 041 | ↘10 983 | ↗11 108 | ↗11 210 | ↗11 329 |
| 2016    | 2017    | 2018    | 2019    | 2020    | 2021    | 2023    |
| ↗11 388 | ↗11 614 | ↗11 789 | ↗11 862 | ↘11 825 | ↘11 383 | ↘11 381 |

## Состав сельского поселения
| № | Населённый пункт | Тип населённого пункта          | Население |
| - | ---------------- | ------------------------------- | --------- |
| 1 | Катаево          | село                            | ↗137      |
| 2 | Мирный           | посёлок                         | ↘276      |
| 3 | Увельский        | посёлок, административный центр | ↗10 747   |
| 4 | Упрун            | посёлок железнодорожной станции | ↘120      |